# Resolució 1452 del Consell de Seguretat de les Nacions Unides
La Resolució 1452 del Consell de Seguretat de les Nacions Unides fou adoptada per unanimitat el 20 de desembre de 2002. Després de recordar les resolucions 1267 (1999), 1333 (2000), 1363 (2001), 1368 (2001), 1373 (2001), 1378 (2001) i 1390 (2001) Ppel que fa a l'Al Qaeda, el talibans i el terrorisme, el Consell va decidir que les sancions financeres contra les organitzacions no s'aplicaran a les despeses d'aliments, lloguers, medicaments i atenció mèdica, assegurança mèdica i taxes professionals.
El Consell de Seguretat va reafirmar la Resolució 1373 (2001) i la seva determinació de facilitar la implementació de les obligacions antiterroristes. Actuant sota el Capítol VII de la Carta de les Nacions Unides, el Consell de Seguretat eximia els fons necessaris per a despeses bàsiques com menjar, lloguer, atenció mèdica i honoraris professionals i despeses extraordinàries de sancions financeres contra Osama bin Laden, els talibans i Al-Qaeda. Al mateix temps, va decidir que la disposició de no congelar comptes per motius humanitaris ja no s'aplicava. Els Estats també podrien permetre l'addició d'interessos o altres ingressos als comptes.